# Susanne Pettersen
Susanne Denise Pettersen (* 17. September 1996) ist eine norwegische Handballspielerin und Beachhandball-Nationalspielerin.

## Hallenhandball
Susanne Pettersen spielte von 2014 bis 2020 für den Drittligisten Pors Håndball, seit 2020 für den Zweitligisten IK Grane Arendal. 2015 bestritt sie 17 Spiele für die norwegische U19/U20-Nationalmannschaft. Bei der U-19-Handball-Europameisterschaft der Frauen 2015 in Spanien belegte sie mit ihrer Mannschaft den sechsten Platz.

## Beachhandball
Pettersen wurde 2018 erstmals für ein Turnier in die Norwegische Beachhandball-Nationalmannschaft der Frauen berufen. In Kasan, Russland, spielte die ihre erste Beachhandball-Weltmeisterschaft. Gegen Dänemark, Vietnam und Mexiko wurden alle drei Vorrundenspiele in zwei Sätzen gewonnen. Weniger sicher spielten die Norwegerinnen in der Hauptrunde. Nach einem Sieg über Thailand wurde gegen die Russischen Gastgeberinnen und das Weltklasse-Team aus Brasilien verloren. Als Hauptrunden-Dritte zogen die Norwegerinnen in das Viertelfinale gegen Polen ein, das mit 2:1 besiegt wurde. Im Halbfinale gelang die Revanche gegen Brasilien, womit die Norwegerinnen in das Finale gegen die Überraschungsmannschaft aus Griechenland einzog und dieses im Shootout verlor.

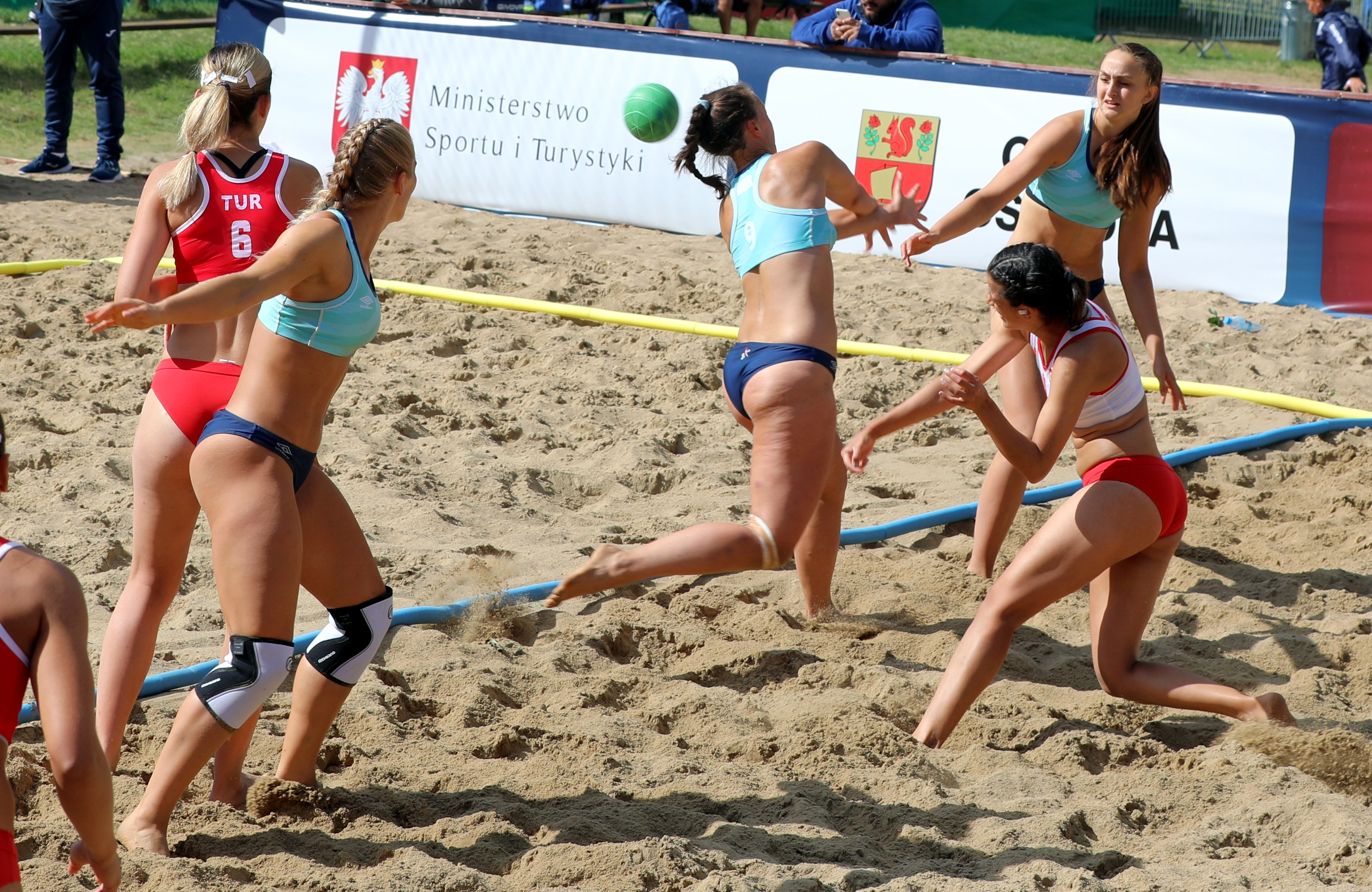
Pettersen (oben rechts) verteidigt im Vorrundenspiel der EM 2019 gegen die Türkei; von links: Neslihan Çalışkan, Elisabeth Hammerstad, Julie Aspelund Berg und Sibel Kıcıroğlu beim Wurf

Im Jahr darauf gehörte Pettersen auch wieder zum Kader, nun für die Beachhandball Euro 2019 in Stare Jabłonki, Polen. Gegen Kroatien startete die Mannschaft wieder mit einem Sieg in das Turnier. Es folgten Siege gegen Rumänien und die Türkei. Nur das letzte Vorrundenspiel gegen die Niederlande wurde verloren. Als Tabellenzweite hinter den Niederländerinnen zog Norwegen in die Hauptrunde. Diese begann mit einem Sieg gegen Portugal – Pettersen war gemeinsam mit Marielle Martinsen mit je acht Punkten beste norwegische Werferin – und einer Niederlage gegen die polnischen Gastgeberinnen, anschließend gewannen die Norwegerinnen gegen die Turnier-Mitfavoritinnen aus Ungarn. Als Drittplatzierte der Hauptrunde zogen die Norwegerinnen in das Viertelfinale und unterlagen dort dem späteren Titelträger Dänemark. Das erste Platzierungsspiel gegen die Ukraine wurde gewonnen. Im abschließenden Spiel um den fünften Platz unterlagen die Norwegerinnen den Spanierinnen und wurden am Ende Sechste. Pettersen bestritt alle zehn Turnierspiele, erzielte 27 Punkte und erhielt zwei Zeitstrafen.
Zwei Jahre später gehörte Pettersen auch bei der Beachhandball Euro 2021 in Warna, Bulgarien, zum norwegischen Aufgebot. Im Turnier kam sie zumeist als Abwehrspielerin zum Einsatz. In der Vorrunde konnten die Skandinavierinnen alle drei Spiele gegen die beiden Halbfinalisten der letzten EM, Ungarn und Kroatien, sowie das Ursprungsland des Beachhandballs, Italien, gewinnen. Gegen Italien war Pettersen mit 12 erzielten Punkten nach Martinsen zweitbeste norwegische Scorerin. Somit zogen die Norwegerinnen als Gruppenerste in die Hauptrunde. Nach einem weiteren Sieg gegen die Türkei mussten sich die Norwegerinnen anschließend zweimal, gegen Spanien und Dänemark geschlagen geben. Da auch die Ergebnisse gegen Ungarn und Kroatien aus der Vorrunde in die Wertung kamen, konnte Norwegen als Gruppendritte der Sechs Mannschaften wie immer seit 2006 das Achtelfinale der EM erreichen. Dort traf die Mannschaft auf die Vertretung der Niederlage, die im Shootout bezwungen wurde. Im Halbfinale scheiterte die Norwegerinnen an Dänemark, ebenso im Spiel um die Bronzemedaille an Spanien, in zwei 0-2-Nederlagen. Pettersen bestritt wieder alle neun möglichen Spiele und erzielte dabei 17 Punkte. Hinzu kamen zwei Zeitstrafen und eine Spielstrafe aufgrund einer zweiten Zeitstrafe im Bronzemedaillenspiel gegen Spanien. Nach dem letzten Spiel wurde das norwegische Team von der Europäischen Handballföderation den Regeln entsprechend mit einer Geldstrafe bedacht, weil es nicht die vorgeschriebenen knappen Outfits getragen hatte, was zu einem breiten Echo innerhalb der internationalen Presse führte. Petterson war eine der Wortführerinnen ihrer Mannschaft beim Protest gegen die als sexistisch und unangenehm empfundene vorgeschriebene Kleidung und die daraus resultierende als unfair empfundene Bestrafung.

## Einzelbelege
1. ↑  handball.no : Statistikk, Landskamper. Abgerufen am 18. September 2021.
2. ↑  European Handball Federation - 2015 Women's European Championship 19 / Final Tournament. Abgerufen am 18. September 2021 (englisch).
3. ↑  Team Info. Abgerufen am 26. Dezember 2020.
4. ↑  News | IHF. Abgerufen am 26. Dezember 2020.
5. ↑  2018 Women's Beach Handball WChs. Abgerufen am 26. Dezember 2020.
6. ↑  European Handball Federation - 2019 Women's ECh Beach Handball / Final Tournament. Abgerufen am 26. Dezember 2020 (englisch).
7. ↑  European Handball Federation - 2021 Women's ECh Beach Handball / Final Tournament. Abgerufen am 18. September 2021 (englisch).
8. ↑  Jenny Gross: Women’s Handball Players Are Fined for Rejecting Bikini Uniforms. In: The New York Times. 20. Juli 2021, ISSN 0362-4331 (nytimes.com [abgerufen am 18. September 2021]).
Norway's beach handball team fined £1,300 for wearing shorts not bikini bottoms. Abgerufen am 18. September 2021 (englisch).
Amy Woodyatt CNN: Women's beach handball team fined for choosing shorts over bikini bottoms. Abgerufen am 18. September 2021.
WDR: Shorts statt Bikinihose - Strafe für Norwegens Beach-Handballerinnen. 20. Juli 2021, abgerufen am 18. September 2021.
9. ↑  Rory Satran: Bye-Bye Bikinis? Athletes at the Olympics and Beyond Fight Sexist Uniforms. In: Wall Street Journal. 31. Juli 2021, ISSN 0099-9660 (wsj.com [abgerufen am 18. September 2021]).

| Personendaten    | Personendaten                                    |
| ---------------- | ------------------------------------------------ |
| NAME             | Pettersen, Susanne                               |
| ALTERNATIVNAMEN  | Pettersen, Susanne Denise                        |
| KURZBESCHREIBUNG | norwegische Handball- und Beachhandballspielerin |
| GEBURTSDATUM     | 17. September 1996                               |